# Mokulu (langue)
Pour les articles homonymes, voir Mokulu.
Le mokulu (aussi appelé mukulu ou mokilko) est une langue tchadique parlée au Tchad par la population mokulu.